# Frans protectoraat van Tunesië
Het Frans protectoraat van Tunesië ((ar)  الحماية الفرنسية في تونس ) was een staat in de Maghreb die ontstond na de Franse bezetting van de Ottomaanse provincie Tunis.

## Geschiedenis
De provincie maakte nominaal deel uit van het Ottomaanse Rijk, maar in de praktijk had de Bey van Tunis in de 19e eeuw een eigen regering en kende Tunesië een zeer grote mate van autonomie.

Frankrijk had sinds 1830 het naburige Algerije veroverd op de Ottomanen. De financiële wereld in Tunesië werd gedomineerd door Tunesische joden, terwijl een groeiend aantal Europeanen, haast uitsluitend Italianen en Maltesen, zich in het land vestigde. In 1870, woonden er reeds 15.000 Europeanen.
Het zieltogende Ottomaanse rijk werd na de Russisch-Turkse Oorlog (1877-1878) bedreigd met totale ontmanteling. Om dit te verhinderen riep Otto von Bismarck, het Congres van Berlijn bijeen. Om de Fransen met het verlies van Elzas-Lotharingen te sussen, liet hij hen toe Tunesië in te lijven. Italië, dat grote economische belangen had in Tunesië, verzette zich hier tegen, maar zonder succes. De relaties tussen Italië en Frankrijk verslechterden hierdoor aanzienlijk. De generale staf van Italië onderzocht de situatie vanuit militair oogpunt, waarbij een eventuele invasie van het Italiaanse schiereiland door Franse troepen niet uitgesloten werd. De Europese grootmachten reageerden op verschillende wijzen op de Franse invasie in Tunesië. Duitsland en Oostenrijk-Hongarije stemden ermee in, terwijl het Verenigd Koninkrijk zich haastte om Egypte te bezetten.
In 1881 gebruikte Frankrijk een conflict tussen Algerijnse en Tunesische stammen als voorwendsel om met een leger Tunesië binnen te vallen. Op 12 mei verschafte de Franse generaal Bréart zich toegang tot het paleis Bardo en dwong de laatste Bey van Tunis, Muhammad III as-Sadiq, om het verdrag van Bardo te ondertekenen, waardoor  het gezag van de bey beperkt werd tot binnenlandse zaken. 
In tegenstelling tot het buurland Algerije was er in Tunesië al voor de Eerste Wereldoorlog een onafhankelijkheidsbeweging. Van 1940 tot 1943 was Tunesië betrokken bij de gevechten tussen de geallieerden en nazi-Duitsland. Vele Tunesiërs waren blij met de Franse nederlaag tegenover Duitsland in juni 1940, maar de nationalistische partijen in het land haalden hier geen voordeel uit. Ondanks zijn engagement om een einde te maken aan het Franse protectoraat wenste de pragmatische leider Habib Bourguiba de ondergeschiktheid van Tunesië aan de Franse Republiek niet in te ruilen voor een overheersing door een fascistisch Italië of Nazi-Duitsland, wiens ideologieën hij verafschuwde. Na een grotendeels geweldloze strijd werd Tunesië onafhankelijk in 1956.